# Prangins
Prangins es una comuna suiza del cantón de Vaud, situada en el distrito de Nyon. Limita al norte con las comunas de Duillier, Coinsins y Vich, al noreste y este con Gland, al sur con Nernier (FR-74) y Messery (FR-74), y al oeste con Nyon y Duillier.
La comuna hizo parte hasta el 31 de diciembre de 2007 del círculo de Nyon.